# Rosolino Bianchetti Boffelli

Wappen von Rosolino Bianchetti Boffelli

Rosolino Bianchetti Boffelli (* 25. Februar 1945 in Camisano, Provinz Cremona, Italien) ist ein italienischer Geistlicher und emeritierter römisch-katholischer Bischof von Quiché.

## Leben
Rosolino Bianchetti Boffelli empfing am 28. Juni 1974 die Priesterweihe für das Bistum Crema. 1987 wurde er in den Klerus des Bistums Quiché inkardiniert.
Papst Benedikt XVI. ernannte ihn am 20. November 2008 zum Bischof von Zacapa y Santo Cristo de Esquipulas. Die Bischofsweihe spendete ihm der Bischof von Quiché, Mario Alberto Molina Palma OAR, am 31. Januar des nächsten Jahres; Mitkonsekratoren waren Erzbischof Bruno Musarò, Apostolischer Nuntius in Guatemala, und Julio Edgar Cabrera Ovalle, Bischof von Jalapa.
Am 14. September 2012 wurde er zum Bischof von Quiché ernannt. Die feierliche Amtseinführung (Inthronisation) fand am 24. November desselben Jahres statt.
Am 15. April 2023 nahm Papst Franziskus sein altersbedingtes Rücktrittsgesuch an.